# Une maman pour Noël
Pour plus de détails, voir Fiche technique et Distribution.
Une maman pour Noël (A Mom for Christmas) est un téléfilm de Noël américain réalisé par George T. Miller et diffusé initialement le 17 décembre 1990 sur le réseau NBC.
En France, il a été diffusé en deux parties le 29 novembre et le 6 décembre 1992 dans Disney Parade sur TF1.

## Synopsis
L'histoire tourne autour de Jessica (Juliet Sorci), 11 ans, qui a perdu sa mère il y a huit ans. Son père, Jim (Doug Sheehan), pense plus à son travail qu'à passer du temps avec sa fille. En flânant dans les grands magasins pendant la période des achats de Noël, Jessica gagne un vœu gratuit grâce à un puits à souhait. Ce qu'elle souhaite, c'est une maman pour Noël, et c'est l'étalagiste Philomène (Doris Roberts) qui va le lui accorder : Amy (Olivia Newton-John), un mannequin du magasin, s'anime et arrive à minuit chez Jessica pour tenir le rôle de mère jusqu'à la veille de Noël même heure.

## Fiche technique
- Titre original : A Mom for Christmas
- Titre français : Une maman pour Noël
- Réalisation : George T. Miller
- Scénario :  Gerald Di Pego d'après le roman de A Mom By Magic de Barbara Dillon
- Photographie : Ronald M. Lautore
- Musique : Sean Callery, John Farrar
- Montage : Andrew Cohen, Les Green
- Sociétés de production : Steve White Productions, Walt Disney Television
- Pays d'origine : États-Unis
- Langue originale : Anglais
- Durée : 96 minutes
- Année : 1998

## Distribution
- Olivia Newton-John (V.F. : Claude Chantal) : Amy Miller
- Juliet Sorci : Jessica Slocum
- Doug Sheehan : Jim Slocum
- Carmen Argenziano : Sergeant Morelli
- Aubrey Morris : Nicholas
- Jim Piddock : Wilkins
- Doris Roberts : Philomena
- Elliot Greenbaum : Chip Wright
- Erica Mitchell : Stephanie Clark
- Jesse Vincent : Teddy O'Neill
- Brett Harrelson : Kendall
- Steve Russell : M.. Milliman
- Gregory Procaccino : Detective Price